# Amoya moloanus
Amoya moloanus är en fiskart som först beskrevs av Herre 1927.  Amoya moloanus ingår i släktet Amoya och familjen smörbultsfiskar. Inga underarter finns listade i Catalogue of Life.